# Poutní hora
Die Poutní hora (deutsch Riemerberg) ist ein bewaldeter Berg in Tschechien. Sie erhebt sich knapp drei Kilometer südwestlich von Město Albrechtice (Olbersdorf) auf der Gemarkung Česká Ves u Města Albrechtic (Neudörfel) im Niederen Gesenke. In der zweiten Hälfte des 18. Jahrhunderts gehörte der Riemerberg als Kalvarienberg mit der Wallfahrtskirche der Jungfrau Maria für kurze Zeit zu den bedeutenden Wallfahrtsorten Österreichisch Schlesiens.

## Geographie
Der Berg ist Teil eines sich zwischen den Tälern der Opavice (Goldoppa) und des Kobylí potok (Kohlbach) erstreckenden Höhenzugs der Brantická vrchovina (Bransdorfer Hügelland). Nördlich liegt die Hubertova výšina (625 m. n.m.), im Südosten die Hraničná (652 m. n.m.), südwestlich der Na Kopci (705 m. n.m.) und im Nordwesten die Karlova hora (717 m. n.m.). Über die Poutní hora führt der touristische Rundweg der Stadt Město Albrechtice.
Die Poutní hora ist mit hohen Buchen bestanden und bietet keine Aussicht mehr. Von der Wallfahrtskirche sind noch einige Mauerreste sichtbar. Auf dem Gipfel befinden sich ein hölzerner Glockenbaum, eine Schutzhütte und zwei kleine Steinbruchteiche, die als Mořské oči (Meeraugen von Olbersdorf) bezeichnet werden.
Umliegende Ortschaften sind Hynčice (Heinzendorf) im Norden, Ves Albrechtice (Dorf Olbersdorf) und Město Albrechtice im Nordosten, Žáry (Oberschaar) im Osten, Burkvíz (Burgwiese) im Südosten, Česká Ves im Süden, Dolní Holčovice (Nieder-Hillersdorf) im Westen sowie Hejnov (Heindorf) im Nordwesten.

## Geschichte
Auf dem zur Herrschaft Olbersdorf gehörigen und dicht an der Grenze zur Herrschaft Gotschdorf gelegenen Berg ließ das NeisserJesuitenkolleg, das die Herrschaft Olbersdorf 1625 als Ersatz für die Herrschaft Eulenberg erhalten hatte, eine kleine Marienkapelle errichten, die mit einer 1599 in der Neisser Glockengießerwerkstatt von Paul Herl gefertigten 50 Pfund schweren Glocke versehen wurde. 1651 ließ das Jesuitenkolleg diese Kapelle durch eine größere Wallfahrtskapelle der Jungfrau Maria ersetzen. In diese wurde unter Anwesenheit von ca. 3000 Gläubigen eine in Neisse gefertigte Kopie des im Besitz des Prager Jesuitenkollegs befindlichen belgischen Gnadenbilds von Foy-Notre-Dame und Scherpenheuvel feierlich überführt. Durch Papst Innozenz X. wurde den Besuchern des Gottesdienstes am Sonntag nach Mariä Himmelfahrt ein Ablass gewährt. Die Olbersdorfer Pfarrchronik berichtet von bis zu 20.000 Gläubigen, die jährlich zu den Wallfahrten kamen. Wegen der starken Zunahme der Wallfahrer ließen die Neisser Jesuiten die Kapelle 1723 erweitern. 1733 erfolgte der Abriss der Kapelle für den Bau einer großen Wallfahrtskirche. Nach dem Ersten Schlesischen Krieg und dem Berliner Frieden von 1742 übernahm das Troppauer Jesuitenkolleg 1743 die Minder-Standesherrschaft Olbersdorf im Austausch gegen die Herrschaft Schillersdorf und setzte den begonnenen Kirchenbau fort.
Im Jahre 1760 wurde die Wallfahrtskirche geweiht. Zu dem 42 m langen und 18 m breiten Bauwerk mit fünf Eingängen wurde ein Stationsweg von Olbersdorf mit kleinen Kapellen und Bildwerken angelegt. Der Weg zum Haupteingang führte über eine lange steinerne Freitreppe. Mit seiner Höhe von 15 m war der auf dem Berg gelegene Kirchenbau weithin sichtbar und prägte zusammen mit der Mutter-Gottes-Kirche auf dem Jägerndorfer Burgberg (Přední Cvilínský kopec) vom schlesischen Tiefland aus die Silhouette des Berglands. Bis zur Aufhebung des Jesuitenordens 1773 verwalteten die Troppauer Jesuiten die zur Pfarrei Olbersdorf gehörige Wallfahrtskirche.
Im Zuge der Josephinischen Kirchenreform von 1782 wurde die Wallfahrtskirche säkularisiert und zum Abriss freigegeben. Am 26. Juli 1784 hielt der Olbersdorfer Pfarrer Josef Bartsch vor zahlreichen Gläubigen die letzte Heilige Messe, im Anschluss daran entweihte der Zuckmanteler Erzpriester Karl Müller die Kirche im Auftrag des Breslauer Fürstbischofs Philipp Gotthard von Schaffgotsch, der im bischöflichen Neisse residierte. Das Gnadenbild – eine auf einer vergoldeten Kugel stehende 24 cm hohe Marienfigur mit dem Jesuskind auf dem rechten Arm – wurde in die Olbersdorfer Kirche verbracht, wo sie bis heute auf dem Tabernakel vor dem Altarbild steht; die Gerätschaften wurden auf die Kirche in Olbersdorf und die in Bau befindliche Groß Wallsteiner Kirche verteilt. Mit dem Erlös von 600 Gulden aus dem Verkauf der Votivgaben wurde der Bau einer Orgel in der Olbersdorfer Kirche finanziert.
Am 28. Dezember 1784 wurde die entweihte Kirche zum Abbruch versteigert. Den Zuschlag erhielt der Neudörfler Erbrichter Josef Jäschke mit einem Gebot von 56 Gulden 45 Kreuzern. Im Jahre 1785 wurde die Kirche abgerissen. Holz, Ziegel und Steine fanden beim Bau der Groß Wallsteiner Kirche Verwendung. Da 1781 verordnet wurde, die Rauchfänge neuer Häuser aus Ziegeln oder Steinen zu erbauen, und auch für die bestehenden zur Brandverhütung eine feuerbeständige Bauweise vorgeschrieben war, nutzten viele Hausbesitzer der Orte bis nach Wallstein und Verlorenwasser die Ziegeln der Kirche zum Bau gemauerter Rauchfänge.
Im ersten Drittel des 19. Jahrhunderts wurde neben den Trümmern der Kirche wieder eine kleine Wallfahrtskapelle errichtet. 1835 wurde der Riemerberg mit einem Kreuzweg und einer Marienkapelle, zu der jährlich mehrere Wallfahrten abgehalten wurden, neben dem Steinhübel (Hůrka) als eine der beiden meistbesuchten Anhöhen bei Olbersdorf beschrieben.
Zu Beginn des 20. Jahrhunderts wurden zu Pfingsten, Peter und Paul sowie Mariä Geburt Wallfahrten auf dem Riemerberg abgehalten. 1930 beschrieb Franz Heisig auch den Riemerberg, der eine weite Aussicht bis nach Neisse und Troppau bot. Von der einstigen Wallfahrtskirche waren nur noch große Steinhaufen und einige Grundmauern sichtbar; das Kircheninnere war von Bäumen und Sträuchern überwuchert. In der Kapelle befand sich ein Bild Maria mit dem Jesuskind, das auch eine Kirche mit umliegenden Gebäuden und einer baumbestandenen Anhöhe zeigte. Da zu dieser Zeit die Wallfahrten auf den Riemerberg bedeutungslos geworden und nahezu zum Erliegen gekommen waren, bemühte sich die Stadt um den Wiederaufbau der Wallfahrtskirche, wobei hauptsächlich geschäftliche Interessen verfolgt wurden. Diese Pläne wurde jedoch nie realisiert. Nach dem Zweiten Weltkrieg 1945 und der darauf folgenden Vertreibung der überwiegend deutschsprachigen Bevölkerung verödete die Gegend. Die Wallfahrtskapelle verfiel und wurde in der zweiten Hälfte des 20. Jahrhunderts abgebrochen.

## Sehenswürdigkeiten
- Hölzerner Glockenbaum auf dem Gipfel
- Mauerreste der Wallfahrtskirche
- Kapelle des ehemaligen Kalvarienberges. Die am Osthang der Poutní hora gelegene Nischenkapelle ist die einzige erhaltene Stationswegkapelle. Das verfallene Bauwerk wurde in den 1990er zunächst instand gesetzt und später durch den Baumeister Jan Metzl generalsaniert. Im Mai 2010 wurde an der Kapelle erstmals eine Messe mit Gesängen des Komponisten Petr Eben (Truvérská mše) abgehalten.
- Steinbruchteiche Mořské oči